# Stablewice
Stablewice – wieś w Polsce położona w województwie kujawsko-pomorskim, w powiecie chełmińskim, w gminie Unisław.
W latach 1939 - 1942 wieś była podzielona na Nowe Stablewice (Neu-Stablewitz) i Stare Stablewice (Alt-Stablewitz), lecz po przeprowadzonej zamianie nazw miejscowości w Okręgu Rzeszy Gdańsk-Prusy Zachodnie, w latach 1942 - 1945 nazywały się odpowiednio Neuschlägeldorf i Altschlägeldorf.

## Podział administracyjny
W latach 1975–1998 miejscowość administracyjnie należała do województwa toruńskiego.

## Demografia
Według Narodowego Spisu Powszechnego (III 2011 r.) wieś liczyła 377 mieszkańców. Jest szóstą co do wielkości miejscowością gminy Unisław.

## Zabytki
Według rejestru zabytków NID na listę zabytków wpisany jest park dworski z k. XIX w., pocz. XX w., nr rej.: A/610 z 9.09.1985.